# Будон Ринчендуб
Будо́н Ринченду́б (тиб. བུ་སྟོན་རིན་ཆེན་འགྲུབ, Вайли Bu-ston Rin-chen 'Grub; 1290—1364) — тибетский буддийский наставник, историограф, переводчик и кодификатор, одиннадцатый настоятель сакьяского монастыря Шалу, почитаемый в рамках всех тибетских школ.

## Биография
Отцом Будона был ньингмапинский лама Гьялцен Палсангпо (rgyal mtshan dpal bzang po), матерью — Сонамбум (bsod nams 'bum), оба практики Тантры. Будон систематически изучил Винаю, Праджняпарамиту, Абхидхарму и шастры, а также получил посвящения во все остальные тантры традиции «нового перевода». Считается, что обе существующие на сегодняшний день традиции тантры Калачакры происходят от него, так что он и его учитель Долбупа из школы джонанг почитаются как два наиболее выдающихся практика Калачакры в Тибете. Учителями Будона в переводческой традиции были Ньима Гьялцен и Ригпай Ралди.
В 1319/1320 году Будон стал настоятелем недавно построенного в Цане монастыря Шалу, и возглавлял его 37 лет. Там он собрал, отредактировал и систематизировал все имеющиеся на то время переводы буддийской литературы в два раздела: Кангьюр (слово самого Будды) и Тенгьюр (разнообразные комментарии к нему, а также труды по грамматике, медицине, искусству, астрологии и др.), и составил оглавление. Особой заслугой Будона является классификация корпуса буддийских тантр, которую он осуществил согласно с четверояким делением, предложенным учеником Атиши Дромтоном (992—1074).
В 1322 году Будон завершил свою «Историю буддизма», ставшую классическим историографическим сочинением для тибетского средневековья.
Будон считался перерождением знаменитого кашмирского пандиты Шакьяшрибхадры (1127—1225), а его перерождением сочли панчена Сонам Драгпу (1478—1554), пятнадцатого настоятеля Гандена.